# Sukhávatí

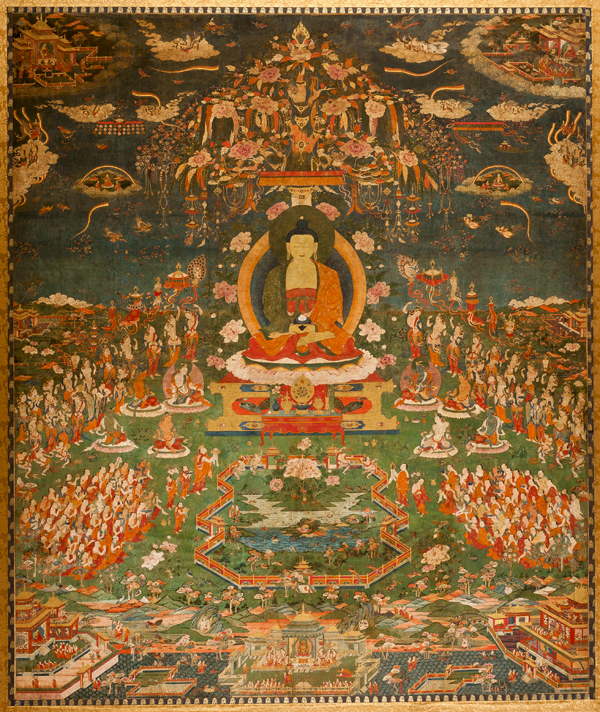
Buddha Amitábha v Sukhávatí, obraz z poč. 18. století, Tibet

Sukhávatí (sa. सुखावती; česky Čistá země (dosl. Země blaženosti); tibetsky Devačen བདེ་བ་ཅན་; čínsky 極樂, jílè; vietnamsky Cực lạc; japonsky 浄土, jōdo) je pojem používaný v mahájánovém a vadžrajánovém buddhismu a označující rajskou zemi nebo sféru, které vládne její zakladatel buddha Amitábha. Sukhávatí je hlavně praktikována ve vadžrajánovém buddhismu, a je také předmětem úcty zejména v mahájánové buddhistické škole Čistá země, jejíž praktikující věří, že se zde mohou spontánně narodit, po nespočetný počet kalp tu žít v blaženosti a věnovat se tak v ideálním prostředí buddhistické praxi vedoucí k realizaci probuzení. Jelikož má být Sukhávatí umístěna na západě, je často nazývána jako Západní čistá země nebo Západní ráj. Podle vadžrajány patří do kategorie vysoké úrovně čistých zemí nirmánakáji nebo se jedná o most z nižší úrovně sambhógakáji.

## Původ
Nauka o existenci čisté zemi Sukhávatí vychází z mahájánové sútry nazvané Sukhávatívjúha, která se dochovala ve dvou verzích – kratší a delší. Obě sútry měl pronést údajně samotný Buddha. V delší verzi Buddha rozmlouvá se svým žákem Ánandou, i když v určité části rozpravy a na jejím konci se obrací na svého žáka Agitu. V kratší verzi je Buddhův proslov adresován Šáriputrovi.
O Amitábhově čisté zemi vyprávěla i ztracená Amitájurbuddhánusmrti (Vzpomínka na buddhu Amitájuse), dochovaná jen v čínském překladu, a velmi populární Aparimitájuš (Nezměrně dlouhověký), či Aparimitájurdžňána (Poznání nezměrně dlouhověkého).
Dle mahájány tyto nauky byly zpracovány a rozšířeny díky Ánandovi, Maitréjovi a Mandžušrímu. Dalšími učiteli nauk Dharmy o čistých krajinách jsou Nágárdžuna, Vasubandhu, Ašvaghoša a bódhisattva Samantabhadra. Buddha předvídal, že lidé v budoucnu budou mít potíže uvěřit tomu, co je napsáno v sútře Sukhávatívjúha, a proto prohlásil: „Až dharma zanikne, moc mé bódhičitty pro všechny bytosti zapříčiní, že tato sútra bude známá nejméně dalších sto let.“
Budoucí buddha Maitréja ještě jako bódhisattva obdržel nauky dharmy od Gautama buddhy a poté vstoupil do nebeské krajiny Tušita, kde sám učí nauky dharmy. Podle tradice se říká: „900 let po smrti Buddhy sestoupil Maitréja z nebeské krajiny Tušita do Indie, kde 4 měsíce učil Asangu“. Pět traktátů předaných Asangovi jsou základem toho, co dnes známe jako mahájána a vadžrajána. V tomto čase učil Maitréja Asangu také nauku o čistých krajinách. Tím se vytvořil svazek mezi Maitréjou a Asangou a položil základ tradice jógačáry.
Z Indie se doktrína čistých zemí rozšířila do Číny, Koreje, Vietnamu a Japonska, kde je dodnes nejsilnější buddhistickou tradicí. Odhaduje se, že tato tradice má na světě kolem sto miliónů praktikujících. V japonské tradici čisté země Jodo Shu je Nágárdžuna popisován jako první indický patriarcha.

## Popis

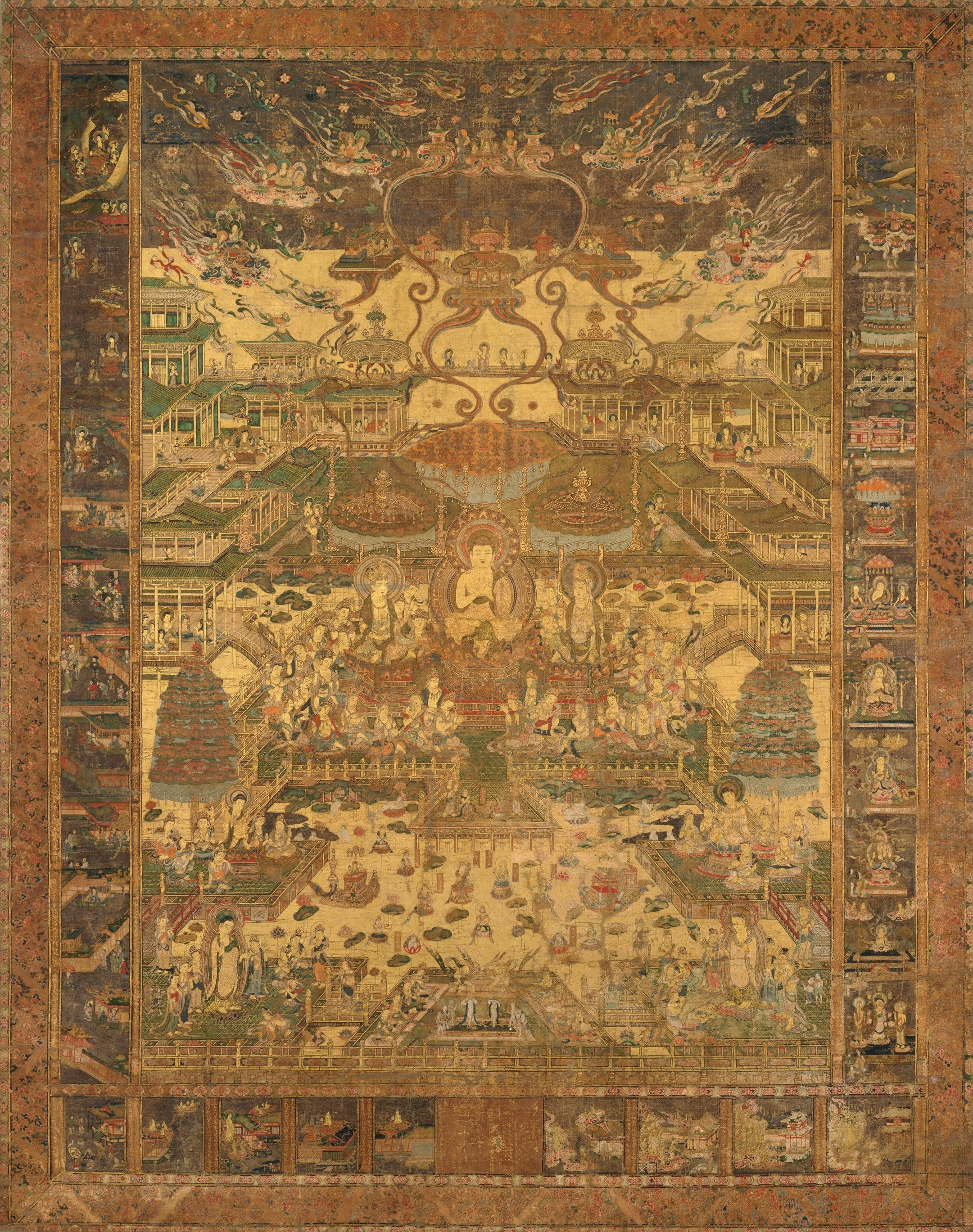
Sukhávatí, závěsná mandala, Japonsko v období Kamakura, 14. století

Ve výše zmíněných sútrách je podán popis Čisté země (Sukhávatí). V kratší verzi Sukhávatívjúhy je vládce této sféry či země nazýván Amitájus, kdežto v delší verzi je používáno i jméno Amitábha.

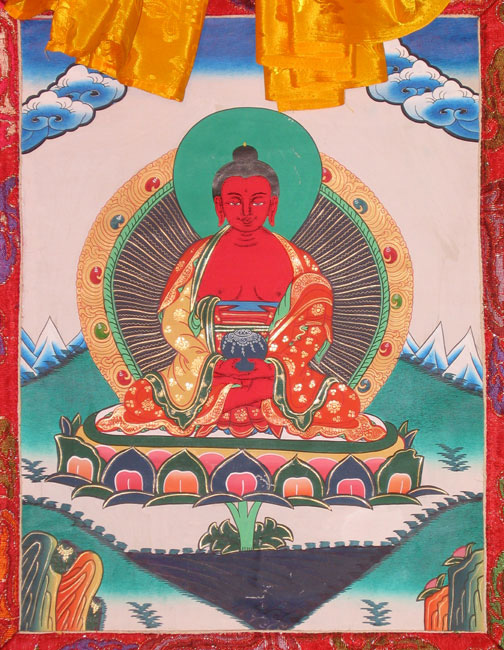
Buddha Amithába v tibetském buddhismu, tradiční thangka

Sukhávatí je blažená země, která podle představy těchto textů leží daleko na západě. (Není tam žen a není spojení muže se ženou. Tento překlad je ale velmi nepřesný, napsáno je – není tam muž ani žena). Vzduch je zde prosycen rozmanitými sladkými vůněmi, kvetou zde nejrůznější květiny a zrají mnohé plody. Je okrášlena mnohými drahokamy, které se na zemi nevyskytují. Rostou zde zázračné stromy, celé nebo částečně zlaté, stříbrné nebo z drahého kamení. Na stromech zpívají nesmrtelní ptáci, kteří jsou emanací buddhy Amitábhy, o dharmě. Tekoucí vody mají 8. specifických vlastností, uvolňují příjemnou vůni, přičemž voda je hluboká, teplá či studená, jak si kdo přeje. K nasycení není třeba jíst hrubou potravu, ale jakékoli jídlo si kdo přeje, okamžitě se dostaví dle toho ukojení hladu, aniž by jídlo požil. Zemí se line líbezná hudba a každý slyší jen takové tóny, jaké si přeje. Tato čistá země je prostá zla, utrpení i stavu v němž se necítí ani radost ani utrpení. Jediným cílem bytostí v této zemi je duchovní rozvoj, tento rozvoj tyto bytosti dovede k manifestaci všehovědění. Ten, kdo má takovou moc, může pomáhat bytostem na zemi, nebo v jiných sférách samsáry. Tisíce a milióny tvorů se zde rodí v lotosových květech na 9. lotosových úrovních, podle stupně své negativní karmy. Ovšem ti, kteří si přáli narodit se v tomto světě, měli nějaké pochybnosti, musí čekat v uzavřených lotosových poupatech celých 500 let, než se kalich rozevře, přičemž po celou dobu nemohou vidět ani slyšet buddhu Amitábhu. K zrození v lotosovém květu v západní čisté zemi Sukhávatí postačí 4. podmínky, jedna z nich je samotné vzývání Amitábhova jména, především v hodině smrti.
Charakter podmínek se v rámci jednotlivých tradic liší, někdy jsou popisovány takto:
- 1. Představování si západní čisté země spolu s buddhou Amitábhou.
- 2. Očištění negativní karmy díky nahromadění zásluh a moudrosti.
- 3. Rozvíjení čisté motivace bódhisattvy a bódhičitty.
- 4. Modlitby o narození v západní čisté zemi Sukhávatí.